# Coupe Banque Nationale 2017
Il Coupe Banque Nationale 2017 è stato un torneo di tennis giocato sul cemento indoor. È stata la 25ª edizione del Coupe Banque Nationale, che fa parte della categoria International nell'ambito del WTA Tour 2017. Si è giocato al PEPS sport complex di Québec City in Canada, dall'11 al 17 settembre 2017.

## Partecipanti

### Teste di serie
| Nazionalità | Giocatrice          | Ranking* | Teste di serie |
| ----------- | ------------------- | -------- | -------------- |
| Rep. Ceca   | Lucie Šafářová      | 37       | 1              |
| Francia     | Océane Dodin        | 48       | 2              |
| Ungheria    | Tímea Babos         | 59       | 3              |
| Germania    | Tatjana Maria       | 61       | 4              |
| Stati Uniti | Varvara Lepchenko   | 64       | 5              |
| Stati Uniti | Jennifer Brady      | 91       | 6              |
| Belgio      | Alison Van Uytvanck | 97       | 7              |
| Svizzera    | Viktorija Golubic   | 104      | 8              |

* Ranking al 28 agosto 2017.

### Altre partecipanti
Le seguenti giocatrici hanno ricevuto una wild card per il tabellone principale:
- Destanee Aiava
- Aleksandra Wozniak
- Carol Zhao

Le seguenti giocatrici sono passate dalle qualificazioni:

- Gabriela Dabrowski
- Caroline Dolehide
- Andrea Hlaváčková
- Alla Kudrjavceva
- Charlotte Robillard-Millette
- Fanny Stollár

## Campionesse

### Singolare
Alison Van Uytvanck ha sconfitto in finale  Tímea Babos con il punteggio di 5-7, 6-4, 6-1.
- È il primo titolo in carriera per la Van Uytvanck.

### Doppio
Tímea Babos /  Andrea Hlaváčková hanno sconfitto in finale  Bianca Andreescu /  Carson Branstine con il punteggio di 6-3, 6-1.